# Martinac (Veliko Trojstvo)
Martinac is een plaats in de gemeente Veliko Trojstvo in de Kroatische provincie Bjelovar-Bilogora. De plaats telt 150 inwoners (2001).